# Füle, Fejér
Füle  este un sat în districtul Polgárd, județul Fejér, Ungaria, având o populație de 881 de locuitori (2011). 

## Demografie
Componența etnică a satului Füle
     Maghiari (96,96%)
     Germani (1,32%)
     Necunoscut (1,19%)
     Români (0,53%)
     Alții (1,19%)
Componența confesională a satului Füle
     Romano-catolici (35,53%)
     Reformați (18,39%)
     Fără religie (10,56%)
     Atei (1,02%)
     Necunoscută (34,05%)
     Luterani (0,45%)
     Alte religii (0,57%)
Conform recensământului din 2011, satul Füle avea 881 de locuitori. Din punct de vedere etnic, majoritatea locuitorilor (96,96%) erau maghiari, cu o minoritate de germani (1,32%). Apartenența etnică nu este cunoscută în cazul a 1,19% din locuitori. Nu există o religie majoritară, locuitorii fiind romano-catolici (35,53%), reformați (18,39%), persoane fără religie (10,56%) și atei (1,02%). Pentru 34,05% din locuitori nu este cunoscută apartenența confesională.